# Sinagoga di Neuilly
La sinagoga di Neully, sita al n. 12 di rue Ancelle a Neuilly-sur-Seine, data dal 1878 ed è la più antica della  banlieue parigina.

## Storia

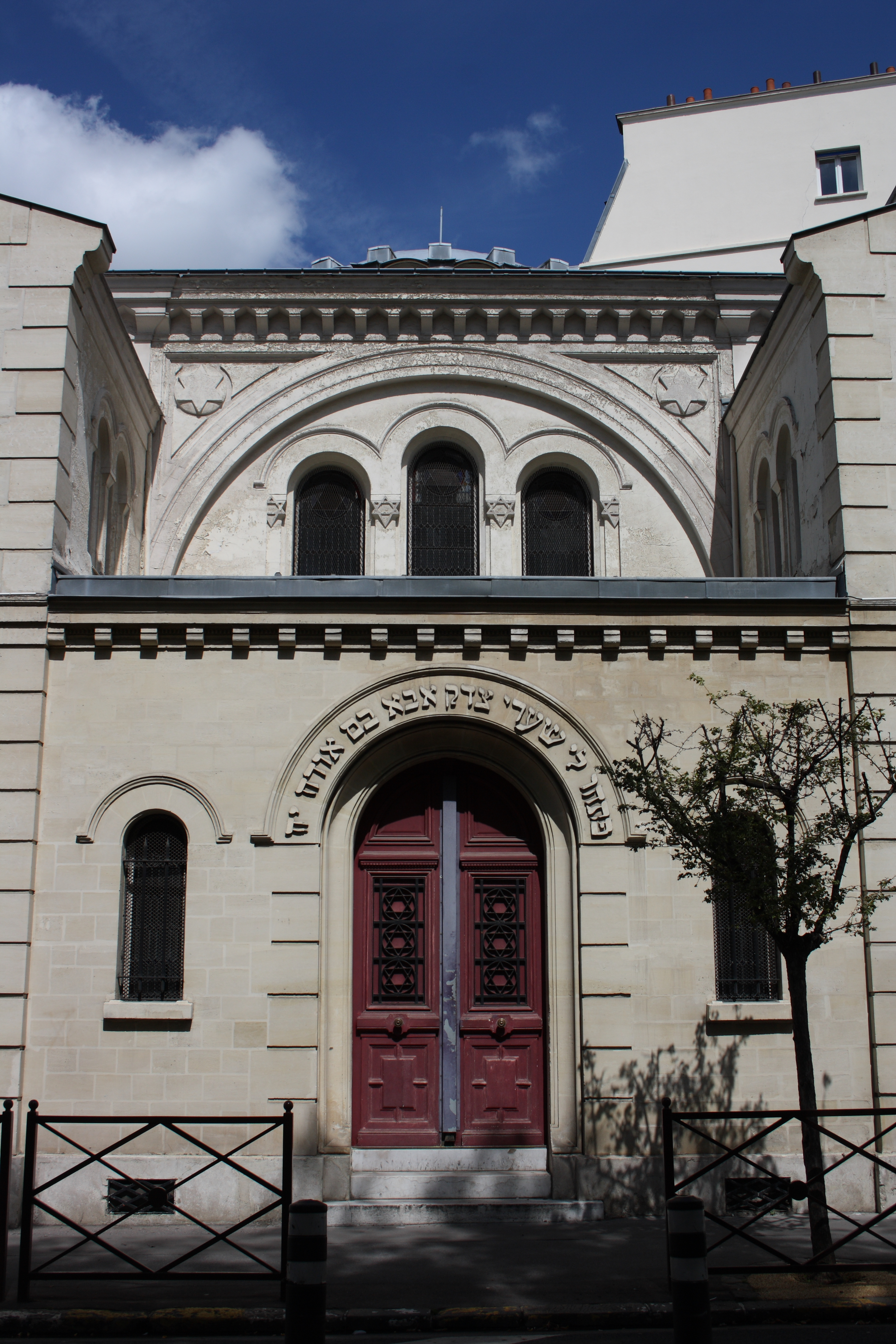
Ingresso alla vecchia sinagoga sulla rue Jacques Dulud

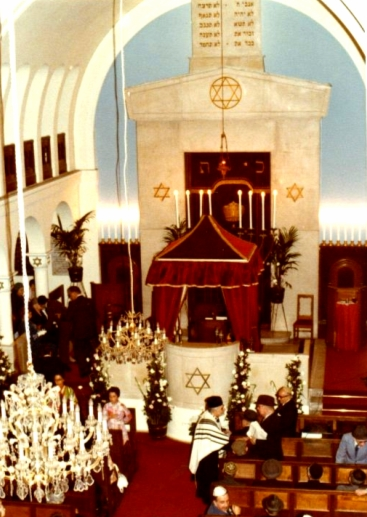
Interno della sinagoga

Già nel 1872 gli ebrei francesi avevano una loro sala di preghiera a Neuilly, in un'abitazione privata (15, rue Louis-Philippe). Nel 1875 Godechaux Oulry, un ebreo originario dell'Alsazia-Lorena, fondò a Neuilly una comunità ebraica ufficiale e fu decisa la costruzione di una sinagoga. Del progetto fu incaricato un architetto ebreo giovane, ma già insignito di un Prix de Rome, Émile Ulmann (1844−1902), per il quale la costruzione della sinagoga costituiva il suo primo incarico importante. La nuova sinagoga, in rue Jacques Dulud, fu consacrata nel 1878.
Il primo rabbino della nuova sinagoga fu Simon Debré (1854−1939), padre del famoso pediatra Robert Debré e dell'architetto Germain Debré, e nonno di Michel Debré, che dal 1959 al 1962 fu Primo ministro della Francia sotto la presidenza di Charles de Gaulle.
Negli anni 1930 la comunità ebraica di Neuilly era cresciuta a 6000 persone e si era reso necessario un ampliamento della sinagoga. I lavori di ampliamento furono affidati agli architetti Germain Debré e Julien Hirsch. Il 24 ottobre 1937 la nuova sinagoga fu consacrata.
Sotto il regime di Vichy, nel 1943, il rabbino Meyers e la consorte Susanna Bauer furono deportati ad Auschwitz. Una tavola commemorativa ricorda la deportazione degli ebrei di Neuilly.

## Architettura

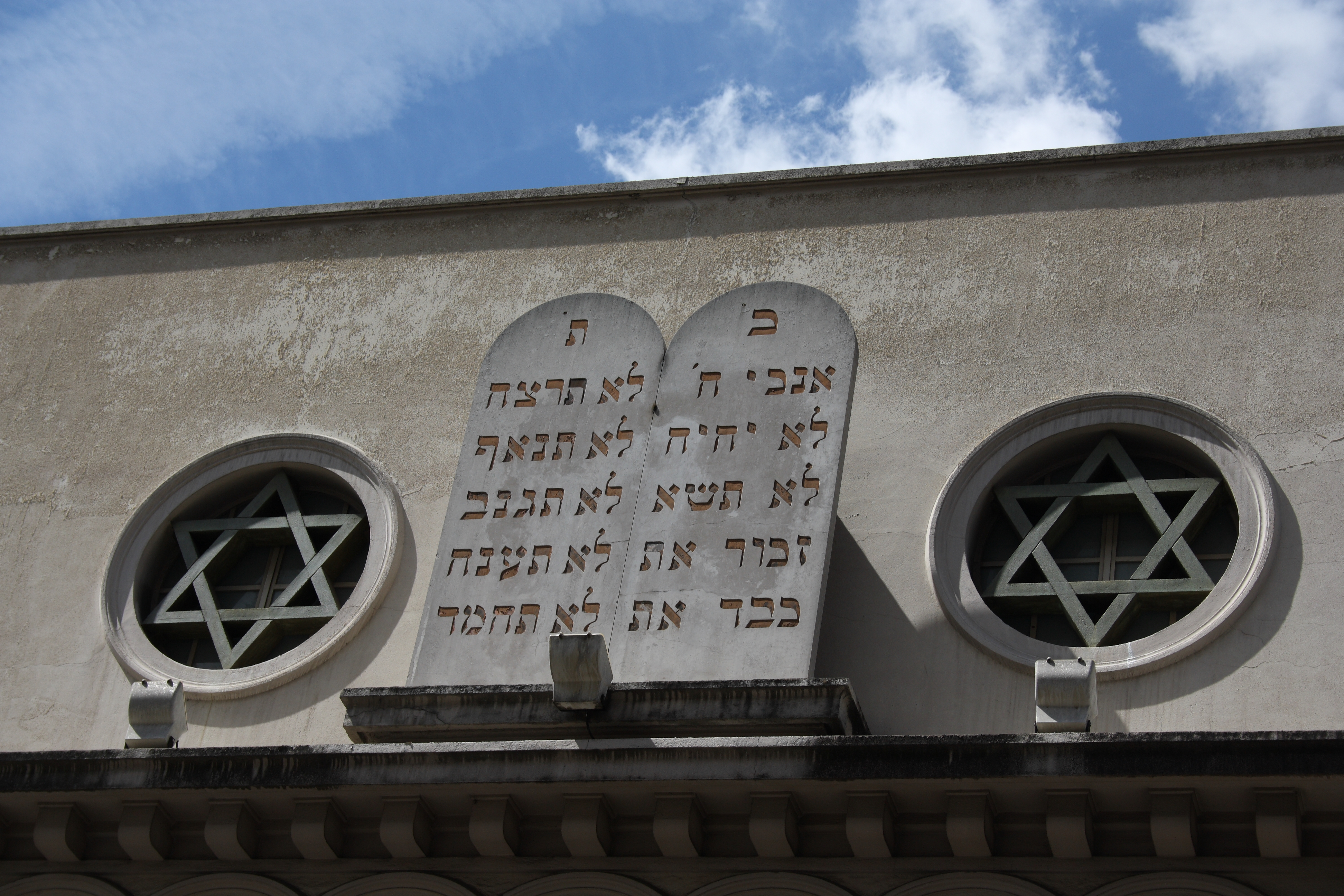
Tavole della legge e stella di Davide sull'ingresso di rue Ancelle

La sinagoga aveva originariamente una pianta quadrata e l'ingresso sulla rue Jacques Dulud. Lì vi erano ancora i due padiglioni, sormontati dalle Tavole della legge, e in mezzo ai quali stava un portone con l'iscrizione, in lingua ebraica, dal Libro dei Salmi:
(Bibbia, Sal. 118, 19)
L'edificio è ricoperto da una grossa cupola con 24 aperture, il cui stile è ispirato all'architettura bizantina. Con la ristrutturazione degli anni 1930 l'ingresso fu spostato sulla rue Ancelle e la navata della sinagoga allargata. Il nuovo ingresso è munito di una serie di sette arcate a tutto sesto e due oculi che stanno intorno alla Stella di David. Quest'ultima è anche rappresentata sul trono delle Tavole della legge e sui capitelli delle colonne. Lo stile dell'arredo interno è quello degli anni 1930.

## Trasporti
La stazione della Metropolitana di Parigi più vicina alla Sinagoga di Neuilly è quella di Les Sablons, della Linea 1.